# Great DJ
Great DJ è un singolo del gruppo musicale britannico The Ting Tings, pubblicato il 3 marzo 2008 come secondo estratto dal primo album in studio We Started Nothing.
Riscosse notevole successo tra la primavera e l'estate 2008.

## Video musicale
Il videoclip, diretto da Rachel Reupke, mostra i due componenti del gruppo esibirsi davanti ad uno sfondo che cambia continuamente colore. Gli effetti speciali nel video tendono volutamente a un'atmosfera anni ottanta.

## Tracce
Original release (2007, Switchflicker)
1. That's Not My Name – 3:43
2. Great DJ – 3:23

CD 1 (2008, Columbia)
1. Great DJ – 3:23
2. Great DJ (Calvin Harris Remix Edit) – 6:37
3. Great DJ (7th Heaven Radio Edit) – 3:31

CD 2 (2008, Columbia)
1. Great DJ (Calvin Harris Remix) – 7:05
2. Great DJ (7th Heaven Remix) – 6:38
3. Great DJ (7th Heaven Dub) – 6:53

## Classifiche
| Classifica (2008)                  | Massima posizione |
| ---------------------------------- | ----------------- |
| Europa Top 200                     | 145               |
| Irlanda                            | 35                |
| Italia                             | 27                |
| Italia Radio Deejay "50 Songs"     | 1                 |
| Giappone                           | 5                 |
| UK                                 | 1                 |
| U.S. Billboard Hot Dance Club Play | 9                 |
| Brasile                            | 11                |